# Paulina Villarreal Vélez
Paulina "Pau" Villarreal Vélez (Monterrey, 2002. február 5. –) mexikói zenész. Ő a The Warning együttes dobosa, énekese, zongoristája és dalszerzője.

## Életpályája
Villarreal a mexikói Monterreyben született. Kéttannyelvű iskolába járt (Liceo de Monterrey Redwood), így - az anyanyelvi spanyol mellett - folyékonyan beszélt angolul is.
Kora gyermekkorától tanult zongorázni, 6 éves kora óta pedig dobolni is. Szülei zene iránti szenvedélye és a Rock Band videojáték vezette őt a rockzenéhez. Apja több videót is feltöltött a YouTube-ra, ahol jól ismert pop/rock slágerekhez játszik dobfeldolgozásokat.
Neil Peart volt a legnagyobb hatással a dobstílusára.
2012. végén Paulina Villarreal a nővérével, Daniela-val és húgával, Alejandra-val megalapította a The Warning zenekart. Ebben a zenekarban a dobolás mellett gyakran énekel is; a frontemberi feladatokat cserélgetik a gitáros Daniela-val. 2014-ben Kirk Hammett (a Metallica gitárosa) látott egy videót róla és testvéreiről, amint a Metallica "Enter Sandman" című számának a feldolgozását játszották, ezután Hammett egy tweetben méltatta Paulina dobolását.
2015-ben, miután az Enter Sandman videó hatalmas nézettséget ért el, Villarreal és nővérei zenei vendégként szerepelhettek az Ellen Show-ban. Ellen DeGeneres anyagilag is támogatta őket, aminek a segítségével részt vehettek a Berkelee College of Music öthetes képzésén – életkori engedménnyel, mivel 14 év volt a program alsó korhatára.
Ekkoriban Paulina Villarreal már saját dalszövegeket és zenét írt. A zenekar első EP-jét 2015-ben rögzítették és adták ki.
2018-ban Villarreal a zsűritagok egyike volt a Hit Like A Girl elnevezésű, nemzetközi, női dobosoknak rendezett versenyen, és az esemény plakátján is szerepelt. Majd fellépett a verseny díjátadó ünnepségén, duóban Faith Benson-nal (a Hit Like A Girl 2017-es bajnokával).
2022 áprilisában Villarreal meghívást kapott a mexikói Sound:Check Xpo-ra, hogy ott egy Dob és zeneszerzés mesterkurzus előadást tartson.
2024-ben Villarreal rendezőként és forgatókönyvíróként is debütált, a "Qué Más Quieres" című dal hivatalos videoklipjének elkészítésével.

## Frontember, énekes
Habár Villarreal legtöbbször a dobok mögött található, időnként előlép frontemberré. 2022-ben a The Warning "Narcisista" című számát énekelte a Teatro Metropolitan-beli koncertjükön, 2025-ben a The Warning "Consume" című számát énekelte a zenekar Auditorio Nacional-beli koncertjén. Több dalt is előadott, amikor a The Warning az Eruca Sativa argentín rockzenekarral közösen turnézott. 2024-ben Villarreal a Dead Poet Society zenekarral lépett fel az Aftershock Festival-on.
Emlékezetesek azok az előadásai, amikor egyedül van a színpadon, és zongorával kíséri az énekét.

## Felszerelése
Villarreal a DW Performance Series dobokon játszik. Pergője egy Ludwig Black Beauty modell. A Villarreal által használt DW racket egyedileg módosították, hogy alacsonyabb testméretével is használni tudja.
Hivatalosan a Sabian szponzorálja, jelenleg a HHX sorozatú cintányérokat használja.
Roland Midi pedálok és egy - Ableton szoftverrel ellátott - laptop segítségével irányítja a zenekar élő fellépéseit, a kiegészítő hangszereket és a zenekar mögötti képernyőn megjelenő látványelemeket.
Néhány dalban Villarreal kolompot (cowbell) is használ.

## Díjak, elismerések
2023. szeptemberben Villarrealt a Modern Drummer magazin olvasói az 1. helyre választották az „Up and Coming” kategóriában.
2024. februárban a Drumeo nevű dobos portál neki ítélte az Év rockdobosa díjat
2024 márciusában meghívták a nagyhatású nőket felvonultató, mexikói Decididas Summit rendezvényre, és ott megkapta az esemény Global Award díját. A díj indoklásában kiemelték hozzájárulását a mexikói zeneiparhoz és társadalomhoz, valamint azt, hogy példaképként sok fiatal nőt inspirál az álmaik megvalósítására. A díj átvételekor Villarreal így nyilatkozott: "Amikor hallottam erről az elismerésről, először bizonytalanságot és félelmet éreztem, hiszen orvosok, űrhajósok és mérnökök vannak itt, én pedig egy dobos vagyok, de aztán édesanyám megnyugtatott, hogy az, amit csinálok, hatással van mások életére."
2024. júniusban a Forbes magazin mexikói kiadása Paulinát beválasztotta A 100 legbefolyásosabb mexikói nő listájára.

## Személyes információk
Ő a középső a The Warning mexikói rockegyüttest alkotó három Villarreal nővér közül.
Paulina néhány interjúban megemlítette, hogy érdeklik a pénzügyek, és azt tervezi, hogy ezen a területen tanul majd tovább.
Kedveli a fantasy könyveket, az animét és a mangát, többek között ezek inspirálják zeneszerzés és szövegírás közben.

## Fordítás
Ez a szócikk részben vagy egészben  a   Paulina Villarreal Vélez című angol Wikipédia-szócikk ezen változatának fordításán alapul.  Az eredeti cikk szerkesztőit annak laptörténete sorolja fel. Ez a jelzés csupán a megfogalmazás eredetét és a szerzői jogokat jelzi, nem szolgál a cikkben szereplő információk forrásmegjelöléseként.